# Wodnicha różowozłota

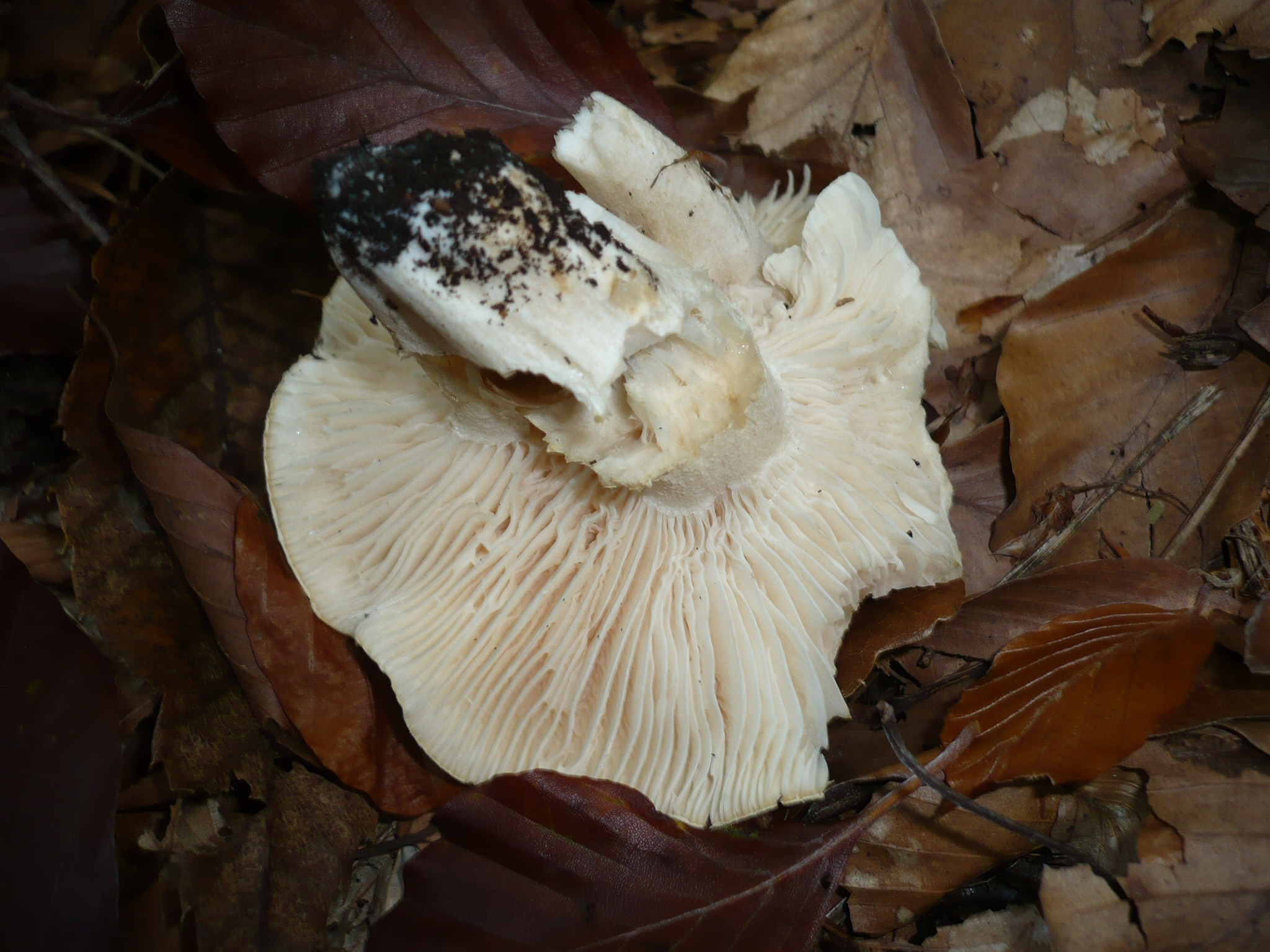

Wodnicha różowozłota, wodnicha poetycka (Hygrophorus poetarum R. Heim) – gatunek grzybów z rodziny wodnichowatych (Hygrophoraceae).

## Systematyka i nazewnictwo
Pozycja w klasyfikacji według Index Fungorum: Hygrophorus, Hygrophoraceae, Agaricales, Agaricomycetidae, Agaricomycetes, Agaricomycotina, Basidiomycota, Fungi.
Nazwę polską zaproponował Władysław Wojewoda w 2003 r. W 1983 r. Barbara Gumińska i W. Wojewoda opisywali ten gatunek pod nazwą wodnicha poetycka.

## Morfologia
Kapelusz
Średnica 5–20 cm, za młodu półkulisty z podwiniętym brzegiem, później rozpostarty, czasami z niewielkim uwypukleniem na środku. W stanie wilgotnym nieco lepki, w stanie suchym błyszczący. Powierzchnia  biaława z odcieniem kremowym lub łososioworóżowym, szczególnie na szczycie.
Blaszki
Zbiegające, rzadkie, grube, z blaszeczkami, białawe, czasami z różowym odcieniem. Ostrza równe.
Trzon
Wysokość do 6 cm, grubość 1,5–3 cm, walcowaty, czasami zwężający się ku podstawie, pełny. U młodych okazów górna część trzonu wydziela drobne kropelki płunu. Powierzchnia sucha, gładka, jedwabiście błyszcząca, włókienkowata, na szczycie oszroniona. Ma barwę białawą z odcieniem łososioworóżowym.
Miąższ
U młodych okazów zwarty, u starszych gąbczasty, nie zmieniający barwy po uszkodzeniu. Ma łagodny smak, zapach owocowy, lub podobny do zapachu balsamu peruwiańskiego.
Cechy mikroskopowe
Zarodniki od 5,5 do 9 × 4,5–6 μm, o kształcie od eliptycznego do prawie cylindrycznego, gładkie. Podstawki maczugowate, 45–55 × 6,5–8 μm, ze sterygmami o długości 6–8 μm. We wszystkich częściach owocnika występują sprzążki na strzępkach.

## Występowanie i siedlisko
Wodnicha różowozłota występuje tylko w niektórych krajach Europy. W piśmiennictwie naukowym na terenie Polski do 2003 r. notowana tylko na dwóch stanowiskach (Częstochowa 1996 i Puszcza Białowieska 1997). Znajduje się na Czerwonej liście roślin i grzybów Polski. Ma status R – gatunek potencjalnie zagrożony z powodu ograniczonego zasięgu geograficznego i małych obszarów siedliskowych. Wymieniona jest także na liście gatunków zagrożonych w Niemczech i Szwecji.
Siedlisko: lasy liściaste, zwłaszcza buczyny. Owocniki wyrastają od września do listopada, zazwyczaj grupowo, zarówno w górach jak i na niżu, często na ziemi krzemionkowej.

## Znaczenie
Grzyb mikoryzowy. Jest smacznym grzybem jadalnym, o delikatnym smaku. Nie ma jednak praktycznego znaczenia, gdyż bardzo wcześnie jest atakowany przez owady (jest robaczywy), a w Polsce jest bardzo rzadki.

## Gatunki podobne
- Wodnicha pomarańczowa (Hygrophorus pudorinus). Makroskopowo odróżnia się miejscem występowania (pod jodłami), bardziej intensywną barwą (pomarańczowa, lub izabelowata) i żywicznym zapachem, a mikroskopowo zarodnikami i większymi podstawkami[4].
- Wodnicha gładka (Hygrophorus penarius). Rośnie w cieplejszych rejonach, nie ma różowych odcieni na kapeluszu i ma zapach gotowanego mleka[4].